# Deusopora sapphirina
Deusopora sapphirina är en tvåvingeart som beskrevs av Hull 1971. Deusopora sapphirina ingår i släktet Deusopora och familjen svävflugor. Inga underarter finns listade i Catalogue of Life.